# Isaac Lihadji
Isaac Lihadji (* 10. April 2002 in Marseille) ist ein französischer Fußballspieler. Der Stürmer swar Juniorennationalspieler.

## Karriere
Lihadji spielte bis 2014 in einem Vorort von Marseille, ehe er von Olympique Marseille in die Jugendmannschaft aufgenommen wurde. In der Saison 2019/20 wurde er bei zwei Ligaspielen der ersten Mannschaft eingewechselt.
Seinen ersten Profivertrag unterschrieb er im Februar 2020 beim OSC Lille mit Gültigkeit ab Saisonbeginn 2020/21. In seiner ersten Spielzeit bei Lille kam er zu 21 Pflichtspieleinsätzen, wobei er nur 3-mal in der Startelf stand. Am Saisonende wurde er mit seiner Mannschaft französischer Meister. Im Januar 2023 verließ der Franzose Lille und schloss sich dem AFC Sunderland an. Nach sechs Ligaspielen zog es ihn nach Katar, wo er Anfang August 2023 einen Vertrag beim Erstligisten al-Duhail SC unterschrieb. Nach einer Spielzeit, in der er 18 Ligaspiele bestritt, wechselte er im August 2024 zum ebenfalls in der ersten Liga spielenden Al-Arabi.

## Erfolge
OSC Lille
- Französischer Meister: 2021
- Französischer Supercupsieger: 2021